# Estanys de Tristaina

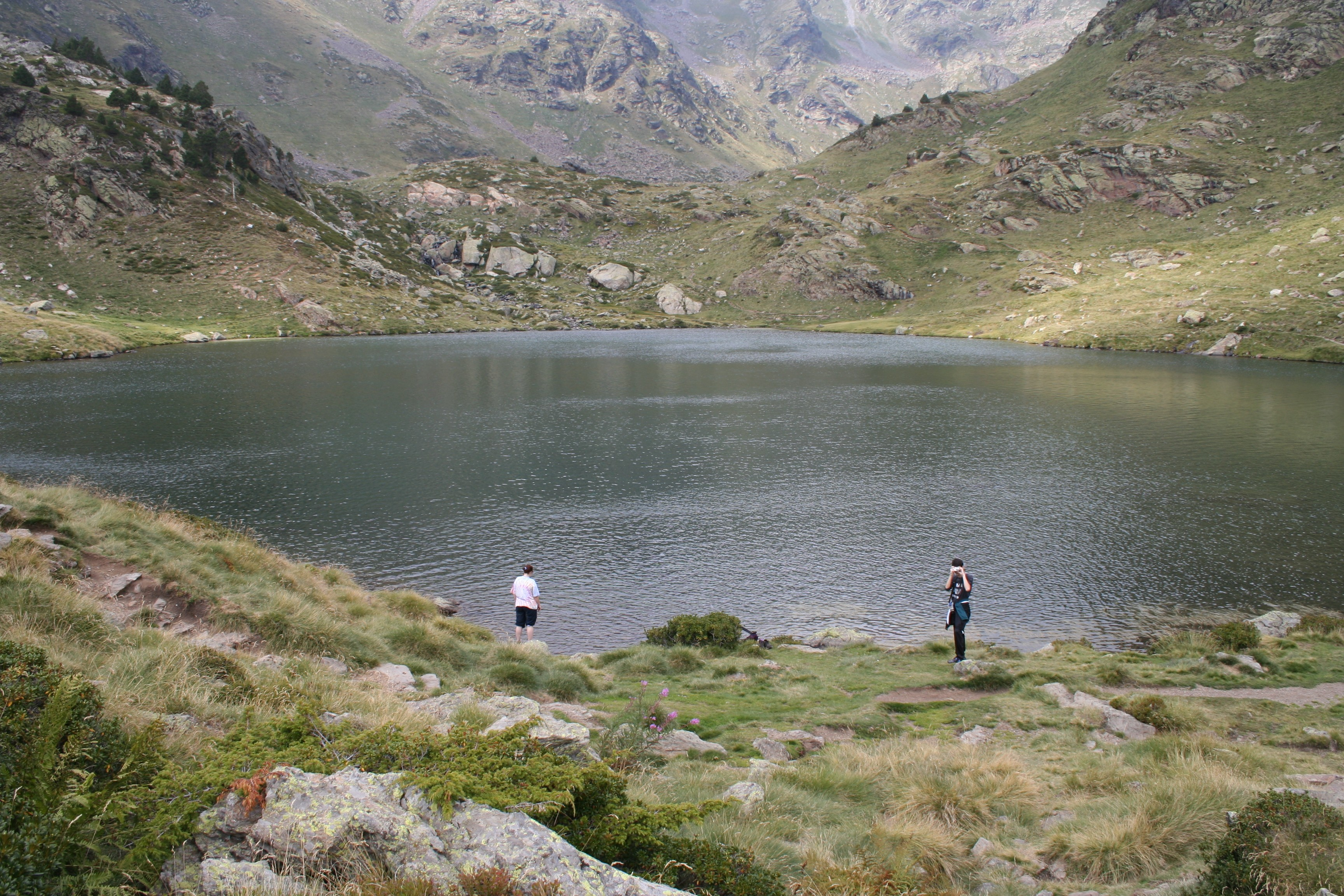
Tristaina Primer (der kleinste der Dreiergruppe)

Die Estanys de Tristaina sind drei Gebirgsseen im Gemeinde- und Skigebiet von Ordino im Norden des Fürstentums Andorra, in der Nähe zur Landesgrenze von Frankreich.
Der Tristaina Primer mit einer Fläche von rund 2 ha liegt in 2.249 Meter Seehöhe, der Tristaina del Mig mit 3,4 ha auf 2.288 Meter und der größere Tristaina de Amunt mit rund 12 ha auf 2.306 Meter. Die drei Seen werden durch unbenannte Quellen und Schmelzwasser gespeist und sind durch kleine Bäche verbunden. Das Seewasser der Dreiergruppe mündet in den Fluss Valira, der in Nord-Süd-Richtung nach Spanien abfließt.
Die höchste Erhebung im Seengebiet ist der Berg Pic de Tristaina mit 2.876 Meter, auf der Landesgrenze zu Frankreich.